# Amanita roseotincta
Amanita roseotincta là một loài nấm tán thuộc chi Amanita trong họ Amanitaceae. Loài này được tìm thấy ở Bắc Mỹ và được nhà nghiên cứu người Hoa Kỳ, William Alphonso Murrill miêu tả khoa học lần đầu tiên vào năm 1914 dưới tên gọi Venenarius roseotinctus trước khi được chuyển về chi Amanita cũng trong năm đó.